# Mike Dunleavy Jr.
Michael Joseph Dunleavy Jr. (* 15. September 1980 in Fort Worth, Texas) ist ein ehemaliger US-amerikanischer Basketballspieler, der von 2002 bis 2017 in der NBA aktiv war. Sein Vater, Mike Dunleavy Sr., ist ein ehemaliger Basketballspieler und -trainer.

## Karriere

### College
Dunleavy spielte drei Jahre für die renommierte Duke University unter Trainer Mike Krzyzewski, mit der er 2001 die NCAA-Meisterschaft feiern konnte. Er meldete sich danach zum NBA-Draft 2002 an. Beim Draft wurde Dunleavy an dritter Stelle von den Golden State Warriors ausgewählt.

### NBA
Bei den Warriors arbeitete sich Dunleavy vom Bankspieler zum Stammspieler. Er steigerte seine Werte von 5,7 Punkte als Rookie auf 13,4 Punkte, in seinem dritten NBA-Jahr bei den Warriors in der Saison 2004–05. Er zog jedoch mit den Warriors nie in die Playoffs ein.
Mitten in der Saison 2006–07 verlor Dunleavy seinen Stammplatz. Daraufhin wurde er zu den Indiana Pacers getradet. Im Gegenzug wechselten unter anderem Stephen Jackson und Al Harrington zu den Warriors. In Indiana wurde Dunleavy direkt zum Starter befördert, so dass er in der Saison 2007–08 in allen 82 Spielen mit 19,1 Punkten und 3,5 Assists pro Spiel Karrierebestwerte erzielen konnte.
In der darauffolgenden Saison spielte Dunleavy hingegen nur 18 Saisonspiele. Durch Verletzungen geplagt, erzielte Dunleavy 2009–10 und 2010–11 durchschnittlich nur 10 Punkte und 4 Rebounds pro Spiel und verlor seinen Stammplatz.
Zur Saison 2011/2012 wechselte Dunleavy innerhalb der Liga zu den Milwaukee Bucks. Für die Bucks spielte Dunleavy bis 2013 und konnte 2012/2013 mit dem Team in die Playoffs einziehen. Dort scheiterte das Team allerdings mit 0:4 an den Miami Heat.
Nach Ablauf seines Vertrages mit den Bucks einigte sich Dunleavy auf einen Vertrag bis 2015 mit den Chicago Bulls. Bei den Bulls stand Dunleavy wieder vermehrt in der Startaufstellung. In der Saison 2014–15 startete er sogar in allen 63 Spielen und kam auf 9,4 Punkte im Schnitt. In der Saison 2015–16 holten ihn jedoch wieder Verletzungsprobleme ein, so dass Dunleavy nur in 31 Spielen zum Einsatz kam.
Im Sommer 2016 wurde Dunleavy zu den Cleveland Cavaliers transferiert. Nur wenige Monate später wurde er gemeinsam mit Mo Williams und einem künftigen Erstrundenpick, zu den Atlanta Hawks für Kyle Korver weitertransferiert. Er absolvierte 30 Saisonspiele für die Hawks, ehe er von diesen entlassen wurde. Dunleavy gab im Anschluss seinen Rücktritt bekannt. Er kam in seiner 15-jährigen NBA-Karriere auf durchschnittlich 11,2 Punkte, 2,2 Assists und 4,3 Rebounds in 986 NBA-Spielen.

### Seit 2018
Im Anschluss an seiner Karriere wurde Dunleavy 2018 NBA-Scout bei den Golden State Warriors. Am 29. August 2019 wurde Dunleavy zum neuen Assistent General Manager der Warriors befördert.